# HD 35600
HD 35600，又名BD+30 898，SAO 58040、HR 1804，是一颗恒星，视星等为5.74，位于銀經176.76，銀緯-2.7，其B1900.0坐标为赤經5h 20m 44.2s，赤緯+30° -2.7′ 18″。